# 大賀郷村
大賀郷村（おおかごうむら）とは、東京都八丈支庁管内にかつて存在した村である。現在の八丈町大賀郷。八丈町役場、八丈島空港が所在する八丈島の中心地である。

## 地理
- 現在の八丈町の西部に位置する。
- 村は太平洋に面している。

## 歴史

### 沿革
- 1908年（明治41年）10月1日 - 八丈島への島嶼町村制の施行に伴い発足。
- 1940年（昭和15年）4月1日 - 伊豆諸島の島嶼町村制が普通町村制に移行。
- 1955年（昭和30年）4月1日 - 宇津木村とともに八丈村に編入され、消滅。
  - 同日、八丈村は町制施行し八丈町になる。

隣接する三根村とは江戸時代以来の対立があり、昭和の大合併の際には三根村が先行して八丈村に合流したことから、大賀郷村は編入合併に最後まで抵抗を示した。大賀郷村は1955年の編入期限ぎりぎりまで、「村議16人を自動的に町議に編入せよ」「新町長は改めて選挙で選べ」など条件闘争を行った。東京都も座視できぬ状況と判断し、副知事や行政部長を派遣して説得に当たった。
変遷表
| 1868年 以前 | 1868年 以前 | 明治41年 10月1日 | 昭和30年 4月1日 | 現在   |
| ----------- | ----------- | ---------------- | --------------- | ------ |
|             | 大賀郷村    | 大賀郷村         | 八丈村 に編入   | 八丈町 |

## 人口
総数 [単位： 人]
| 1877年（明治10年） | 2,732 |
| 1935年（昭和10年） | 2,620 |